# 志村軒
『志村軒』（しむらけん）は、フジテレビ系列で2010年4月14日から2012年3月28日まで毎週木曜日 1:10 - 1:40（水曜深夜、JST）に放送されていたお笑いバラエティ番組。志村けんの冠番組。イザワオフィス制作。
ハイビジョン制作で、地上アナログ放送ではレターボックス形式により放送。

## 概要
前番組『志村屋です。』のリニューアル的位置付けとなる、フジテレビ深夜帯にレギュラー放送されている志村けん番組の新シリーズ。
出演者のうち、志村けん・優香・肥後克広・上島竜兵・ハリセンボンは「志村屋です。」から続投するが、新レギュラーに森下悠里と桃瀬美咲を迎えたのが前番組と大きく変わった点。
前番組までは、番組タイトルとは別にコントのタイトルが存在したが、本番組「志村軒」は、番組タイトル自体がコントのタイトル名にもなっている。
東京・下町（浅草）のラーメン店「けんちゃんラーメン 志村軒」の店主（志村）と志村の妻（優香）、喫茶店「ポエム」などの町内の人々との人情味あるコントを展開する。
番組の流れは回によって多少異なるが、基本的には
「志村夫婦の茶の間でのやり取り」→「ポエムでの短編コント」→「志村軒での短編コント」→「ポエムでの長編コント」→「志村軒での長編コント」
の流れになるパターンが多い。
番組後半、出演者全員でトークをする「Suppin Talk Time」コーナーを放送する場合があるが、放送頻度は少ない。主に番組初期に行われたが、2011年以降放送では全く行われなくなり、番組全体がコントの構成になった。
不定期に次回予告（主に森下悠里のセクシーシーンまたは上島竜兵のコントシーン）が放送される。
2011年2月8日放送『志村けんのだいじょうぶだぁ バレンタインプレゼントスペシャル』内の20:10頃 - 20:40頃に、同番組のコーナーとして当番組が完全新作で番組初のゴールデン進出で、全国ネット・ゴールデンタイム・プライムタイムで放送された。
2021年2月よりファミリー劇場にて再放送された。

## 出演者
作品内では出演者の芸名と役名はほぼ同じであると見て良い。
ただし、この場合のフルネーム（役名）は優香が「志村優香」、春菜が「肥後春菜（旧姓：近藤）」、美咲が「肥後美咲」となる。
ラーメン店「志村軒」の主人 - 志村けん
作るラーメンのスープの味が毎回違う。店頭ではカップラーメンも販売しており、「こちらの方が美味い」と言われている。スケベ心からアルバイトの悠里に弱い。妻・優香の目を盗んでは竜兵や克広と一緒にキャバクラやパチンコなどに行ったりスケベなDVDを見ることが楽しみの1つである。けんは調理師免許を持っていないが、妻の優香が持っているので「志村軒」を営業できている。年のせいか身体にガタが来ており、医者に酒やたばこを止められることがある。
「志村軒」の妻 - 優香
けん夫人。ラーメン作りは夫・けんより上手い。しっかり者の反面乗せられやすく、悠里に褒められては怒るのをやめ、片付けなども率先してやってしまう。調理師免許、運転免許を持っている。また、けんに隠れて服や化粧品などを何万円分も買い込むことがある。
喫茶店「ポエム」のマスター - 肥後克広（ダチョウ倶楽部）
娘・美咲にはとても甘く、すぐほぼ請求通りに小遣いをあげる。そのためいつも妻・春菜に怒られている。その春菜の目を盗んではけんや竜兵と一緒にキャバクラやパチンコなどに行ったりスケベなDVDを見ることが楽しみの1つである。しょうもないことをけんに相談したりもする（例えば鼻毛や陰毛の処理方法（これについてははるかにも意見を聞こうとしたがけんに「やめな！」ととめられた。一方はるかは「今度見せましょうか」と言っている））。はるかによると、コーヒー豆は信じられないくらい安いものを使っているため、店のコーヒーは缶コーヒー以下らしい。
「志村軒」の常連客 - 上島竜兵（ダチョウ倶楽部）
万年フリーター男。愛称「竜ちゃん」。はるかと同じアパートに住んでおり（隣人）、それ故にあらぬ疑いをかけられたりする。根性と我慢強さに著しく欠けており、紹介等してもらって仕事に就いてもしょうもない理由ですぐにやめてしまう（一か月続けば良い方で、10日や一週間、ひどいときは3時間で辞める）。また、けんや克広と一緒にキャバクラやパチンコなどに行ったりスケベなDVDを見ることが楽しみの1つである。けんにいつもお金を借りたり、妻の優香にもお金をせびることがある。一度だけ夢で大金持ちになったことがあり、その回だけ志村が所持する柄杓で志村の頭を何度も叩いたことがあった。
「ポエム」のママ - 近藤春菜（ハリセンボン）
克広の妻。娘・美咲や夫・克広の生活態度に関しては何かと厳しい。それゆえにしばしば2人と衝突する。その2人や従業員のはるかによって体型や容姿のことを小馬鹿にされることがあり、これに竜兵や志村夫婦の少なくともどちらかが加勢する場合がある。春菜がけんにコーヒーを渡すとけんが春菜の腕を見て「豚足おいしそうだね」とボケて、春菜が「豚足じゃねぇよ!誰が酢味噌付けて食べるんだよ!」とツッコむのが恒例となっている。他のパターンのツッコミもする。「春菜」という名は「春に咲く菜の花」をイメージして祖父が考えた設定になっている。趣味で1冊500円の詩集を作ったことがあるが、実際に存在する演歌や歌謡曲の歌詞を盗作して作った。文才があるという理由で克広に頼まれ作った遺言や弔辞・結婚式のスピーチなども盗作して作った。けんには一度「豚（とん）」と呼ばれたことがある。
「ポエム」のパートタイマー - 箕輪はるか（ハリセンボン）
普段は椅子に座って漫画を読んでいる。妄想癖があり、話す内容によっては嘘と真実の区別が付かないことがある。ワタルというDV詐欺師に貢いでいる。竜兵は同じアパートのお隣さんで、それ故に妄想癖の被害者になることもある。ホラー的な脅しとけん玉が得意。また、春菜と喧嘩をする時は美咲と同様、体型を引き合いに出すことが多い。志村軒でラーメンを食べる際は決まってみそラーメンを注文する。前番組「志村屋です。」同様、怒ると何故か一斗缶を蹴飛ばすことがある。
「志村軒」のアルバイト店員 - 森下悠里
一人称は「悠里」。バストはGカップ。そのバストが災いしたかどうかは知らないが、出前に行くと依頼した客のセクハラを受けることがたまにある。毎回のように遅刻、働かずに常に携帯電話を操作したり勤務態度が極めて悪く、優香によく叱られるが、前述のようにけんに色気を使ったり優香を褒めて乗せたりしているためクビにならない。彼女目当てで「志村軒」のラーメンを出前注文する客もたくさんおり、店が繁盛するほどの高い顧客吸引力を持っていることも理由である（条件として出前を担当）。得意分野の1つにパソコン操作がある一面も見せる。たまに竜兵にデートに誘われたりすると「100万円」を要求してくる。「ポエム」にあまり姿を見せないため、ハリセンボン2人との直接的な絡みは他の出演者に比べると少ない。
「ポエム」の娘 - 桃瀬美咲
専門学校生（美容系）で克広と春菜の娘。学校ではテニス部に所属しているらしい。一人称は「美咲」。その名の由来は「美しく咲く花のように」ということで克広と春菜の2人で相談して決めた設定になっている。わがままで遊びに行くたび親に小遣いを要求している。母とは時々喧嘩になることがある。喧嘩になる時は、たいていは体型を引き合いに出す。出発間際には母を激怒させて行くことが多い。一方で、父は小遣いをくれたり自分を何かと庇ってくれることから慕っている。「志村軒」にあまり姿を見せないため出演時間が他の出演者に比べ極端に短い（特に悠里との絡みはほとんど見られない）。

## エンディングテーマ
- 2010年4月〜6月「オー・マイ・メモリー」Smiles（『志村屋です。』から引き続き使用）
- 2010年7月〜9月、テーマ曲なし
- 2010年10月「Crazy Love」♥♥♥LOVE♥♥♥（約5か月ぶりのテーマ曲）
- 2010年11月24日〜年内「あと1cmのミライ」D☆DATE
- 2011年1月「純白の花嫁」逗子三兄弟
- 2011年2月「愛はときおり」音羽しのぶ
- 2011年3月・4月「SHOCK」BEAST
- 2011年5月 「Be With You〜空も飛べるはず〜」恵莉花
- 2011年6月 「モットー。」阿部真央
- 2011年7月 「真夏のMemory…2011 feat. Fivesta」クレンチ&ブリスタ
- 2011年8月・9月 「おねだりシャンパン」SDN48アンダーガールズA
- 2011年10月 「ステキな日曜日〜Gyu Gyu グッデイ!〜」芦田愛菜
- 2011年11月「Sprit Black」Aldious
- 2011年12月「約束… feat.LGYankees」Noa
- 2012年1月「Somebody Else」SE7EN
- 2012年2月「DANTE」SHOW[ショウ・ルオ/羅志祥]
- 2012年3月「クリクリ」SDN48アンダーガールズA

## スタッフ
- プロデューサー：井澤健
- 構成：朝長浩之
- 音楽：たかしまあきひこ
- カメラ：藤江雅和
- SW：小林光行
- 音声：松本政利
- 映像：原啓教
- 照明：野崎政克
- 美術プロデューサー・進行：山根安雄
- デザイン：根本研二
- 大道具：三上晋
- 装飾：菊池誠
- 持道具：網野高久
- 衣装：佐藤孝二
- メイク：田中玲名
- 電飾：宇塚敏明
- 編集：轟貞治（D-Craft）
- MA：大塚大
- 音響：戸辺豊
- 技術協力：ニユーテレス、IMAGICA、FLT
- 制作協力：エスカンパニー、エクシーズ、クリア・アップ
- 編成：渋谷謙太郎・情野誠人（フジテレビ）
- 広報：加藤麻衣子（フジテレビ）
- TK：増山郁子
- 演出補：長谷吉洋（エクシーズ）
- AP：西和浩
- 演出：戸上浩、小倉肇（エクシーズ）
- 企画制作：イザワオフィス

## ネット局
| 放送対象地域   | 放送局             | 系列           | 放送日時                       | 備考                                   |
| -------------- | ------------------ | -------------- | ------------------------------ | -------------------------------------- |
| 関東広域圏     | フジテレビ         | フジテレビ系列 | 木曜日 1:10 - 1:40（水曜深夜） | 制作局                                 |
| 北海道         | 北海道文化放送     | フジテレビ系列 | 火曜日 1:45 - 2:15（月曜深夜） | 19日遅れ                               |
| 岩手県         | 岩手めんこいテレビ | フジテレビ系列 | 木曜日 0:35 - 1:05（水曜深夜） | 21日遅れ                               |
| 秋田県         | 秋田テレビ         | フジテレビ系列 | 土曜日 1:20 - 1:50（金曜深夜） | 51日遅れ                               |
| 山形県         | さくらんぼテレビ   | フジテレビ系列 | 木曜日 0:35 - 1:05（水曜深夜） | 14日遅れ                               |
| 福島県         | 福島テレビ         | フジテレビ系列 | 火曜日 0:40 - 1:10（月曜深夜） | 26日遅れ                               |
| 新潟県         | 新潟総合テレビ     | フジテレビ系列 | 土曜日 2:05 - 2:35（金曜深夜） | 37日遅れ                               |
| 福井県         | 福井テレビ         | フジテレビ系列 | 水曜日 0:40 - 1:10（火曜深夜） | 約10ヶ月遅れ                           |
| 静岡県         | テレビ静岡         | フジテレビ系列 | 火曜日 0:35 - 1:05（月曜深夜） | 19日遅れ                               |
| 中京広域圏     | 東海テレビ         | フジテレビ系列 | 火曜日 0:40 - 1:16（月曜深夜） | 中断再開が多く不定期。約5ヶ月遅れ      |
| 島根県・鳥取県 | 山陰中央テレビ     | フジテレビ系列 | 火曜日 1:05 - 1:35（月曜深夜） | 19日遅れ                               |
| 広島県         | テレビ新広島       | フジテレビ系列 | 木曜日 1:10 - 1:40（水曜深夜） | 14日遅れ                               |
| 長崎県         | テレビ長崎         | フジテレビ系列 | 水曜日 1:40 - 2:10（火曜深夜） | 27日遅れ                               |
| 沖縄県         | 沖縄テレビ         | フジテレビ系列 | 木曜日 0:43 - 1:13（水曜深夜） | 84日遅れ                               |
| 京都府         | KBS京都            | 独立UHF局      | 木曜日 23:00 - 23:30           | 15日遅れ                               |
| 青森県         | 青森テレビ         | TBS系列        | 月曜日 0:50 - 1:20（日曜深夜） | 約8か月半遅れ（2012年12月9日放送終了） |

過去ネット局
- テレビ西日本（福岡県） 2010年11月27日 12:55 - 13:25の他数回放送された。
- サガテレビ（佐賀県） 木曜日 0:35 - 1:05（水曜深夜）に放送された。
- テレビ熊本（熊本県） 平日 14:35 - 15:05に放送された。

## 関連製品
味の時計台プロデュースにより「けんちゃんラーメン」の名称でカップ麺が毎週抽選で視聴者にプレゼントされた。かつてサンヨー食品から発売された志村がキャラクターのカップ麺「ケンちゃんラーメン」と名前が似ているが、発売元（とかち麺工房）も異なり、関連は全くない。